# Oxyrrhynchium protractum
Oxyrrhynchium protractum là một loài Rêu trong họ Brachytheciaceae. Loài này được (Müll. Hal.) Broth. mô tả khoa học đầu tiên năm 1909.